# Vandeuil
Vandeuil est une commune française, située dans le département de la Marne en région Grand Est.

## Géographie

### Localisation
Vandeuil se trouve au nord-ouest du département de la Marne, en région Grand Est. La commune appartient à la région agricole du Tardenois.
La commune de Vandeuil s'étend sur une superficie de 535 hectares. Sur son territoire, l'altitude varie de 67 à 228 mètres.  Le village de Vandeuil est dominé par la Montagne d'Hourges (186 m) à l'ouest et le Bois de Fierfeux (288 m) au sud. Le relief décroit ensuite en direction du nord-est, vers Jonchery et la vallée de la Vesle.
Par la route, Vandeuil se situe à 66 km de Châlons-en-Champagne, préfecture du département, à 20 km de Reims, sous-préfecture, et à 11 km de Fismes, bureau centralisateur du canton de Fismes-Montagne de Reims dont dépend Vandeuil depuis 2015. La commune fait en outre partie du bassin de vie de Reims.
Vandeuil est limitrophe de 6 communes :
| Breuil-sur-Vesle | Montigny-sur-Vesle | Jonchery-sur-Vesle |
| Hourges          | Vandeuil           |                    |
|                  | Savigny-sur-Ardres | Branscourt         |

### Hydrographie

#### Réseau hydrographique
La commune est dans la région hydrographique « la Seine du confluent de l'Oise (inclus) à l'embouchure » au sein du bassin Seine-Normandie. Elle est drainée par la Vesle et le ruisseau du Moulin,.
La Vesle, d'une longueur de 139 km, prend sa source dans la commune de Somme-Vesle et se jette  dans l'Aisne à Ciry-Salsogne, après avoir traversé 52 communes. 

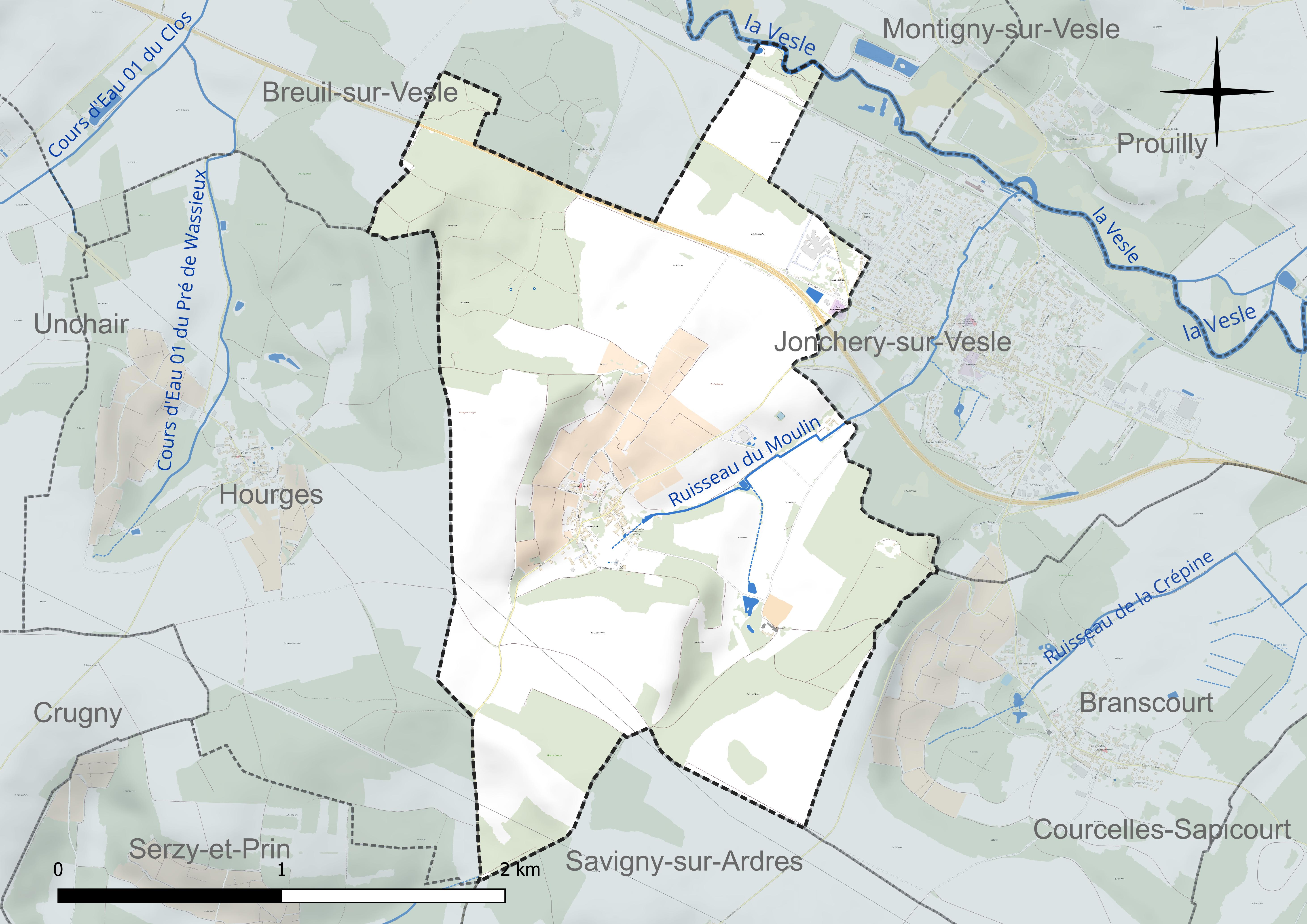
Réseau hydrographique de Vandeuil.

#### Gestion et qualité des eaux
Le territoire communal est couvert par le schéma d'aménagement et de gestion des eaux (SAGE) « Aisne Vesle Suippe ». Ce document de planification, dont le territoire s’étend sur 3 096 km2 répartis sur trois départements (Aisne, Marne et Ardennes) et deux régions (Champagne-Ardenne et Picardie), a été approuvé le 16 décembre 2013. La structure porteuse de l'élaboration et de la mise en œuvre est le Syndicat d’aménagement des bassins Aisne Vesle Suippe (SIABAVES). 
La qualité des cours d’eau peut être consultée sur un site dédié géré par les agences de l’eau et l’Agence française pour la biodiversité. 

### Climat
Pour des articles plus généraux, voir Climat du Grand Est et Climat de la Marne.
En 2010, le climat de la commune est de type climat océanique dégradé des plaines du Centre et du Nord, selon une étude du Centre national de la recherche scientifique s'appuyant sur une série de données couvrant la période 1971-2000. En 2020, Météo-France publie une typologie des climats de la France métropolitaine dans laquelle la commune est exposée à un climat océanique altéré et est dans la région climatique  Nord-est du bassin Parisien, caractérisée par un ensoleillement médiocre, une pluviométrie moyenne régulièrement répartie au cours de l’année et un hiver froid (3 °C). 
Pour la période 1971-2000, la température annuelle moyenne est de 10,4 °C, avec une amplitude thermique annuelle de 15,2 °C. Le cumul annuel moyen de précipitations est de 716 mm, avec 12,6 jours de précipitations en janvier et 7,8 jours en juillet. Pour la période 1991-2020, la température moyenne annuelle observée sur la station météorologique de Météo-France la plus proche, « Chambrecy-Civc », sur la commune de Chambrecy à 11 km à vol d'oiseau, est de 10,7 °C et le cumul annuel moyen de précipitations est de 734,0 mm. 
La température maximale relevée sur cette station est de 40,3 °C, atteinte le 25 juillet 2019 ; la température minimale est de −22,1 °C, atteinte le 17 janvier 1985,,. 
Les paramètres climatiques de la commune ont été estimés pour le milieu du siècle (2041-2070) selon différents scénarios d'émission de gaz à effet de serre à partir des nouvelles projections climatiques de référence DRIAS-2020. Ils sont consultables sur un site dédié publié par Météo-France en novembre 2022.

## Urbanisme

### Typologie
Au 1er janvier 2024, Vandeuil est catégorisée commune rurale à habitat dispersé, selon la nouvelle grille communale de densité à sept niveaux définie par l'Insee en 2022.
Elle est située hors unité urbaine. Par ailleurs la commune fait partie de l'aire d'attraction de Reims, dont elle est une commune de la couronne,. Cette aire, qui regroupe 294 communes, est catégorisée dans les aires de 200 000 à moins de 700 000 habitants,.

### Occupation des sols
L'occupation des sols de la commune, telle qu'elle ressort de la base de données européenne d’occupation biophysique des sols Corine Land Cover (CLC), est marquée par l'importance des territoires agricoles (65,5 % en 2018), une proportion sensiblement équivalente à celle de 1990 (66,3 %). La répartition détaillée en 2018 est la suivante : 
terres arables (55 %), forêts (33 %), cultures permanentes (5,6 %), zones agricoles hétérogènes (4,9 %), zones urbanisées (1,5 %). L'évolution de l’occupation des sols de la commune et de ses infrastructures peut être observée sur les différentes représentations cartographiques du territoire : la carte de Cassini (XVIIIe siècle), la carte d'état-major (1820-1866) et les cartes ou photos aériennes de l'IGN pour la période actuelle (1950 à aujourd'hui).

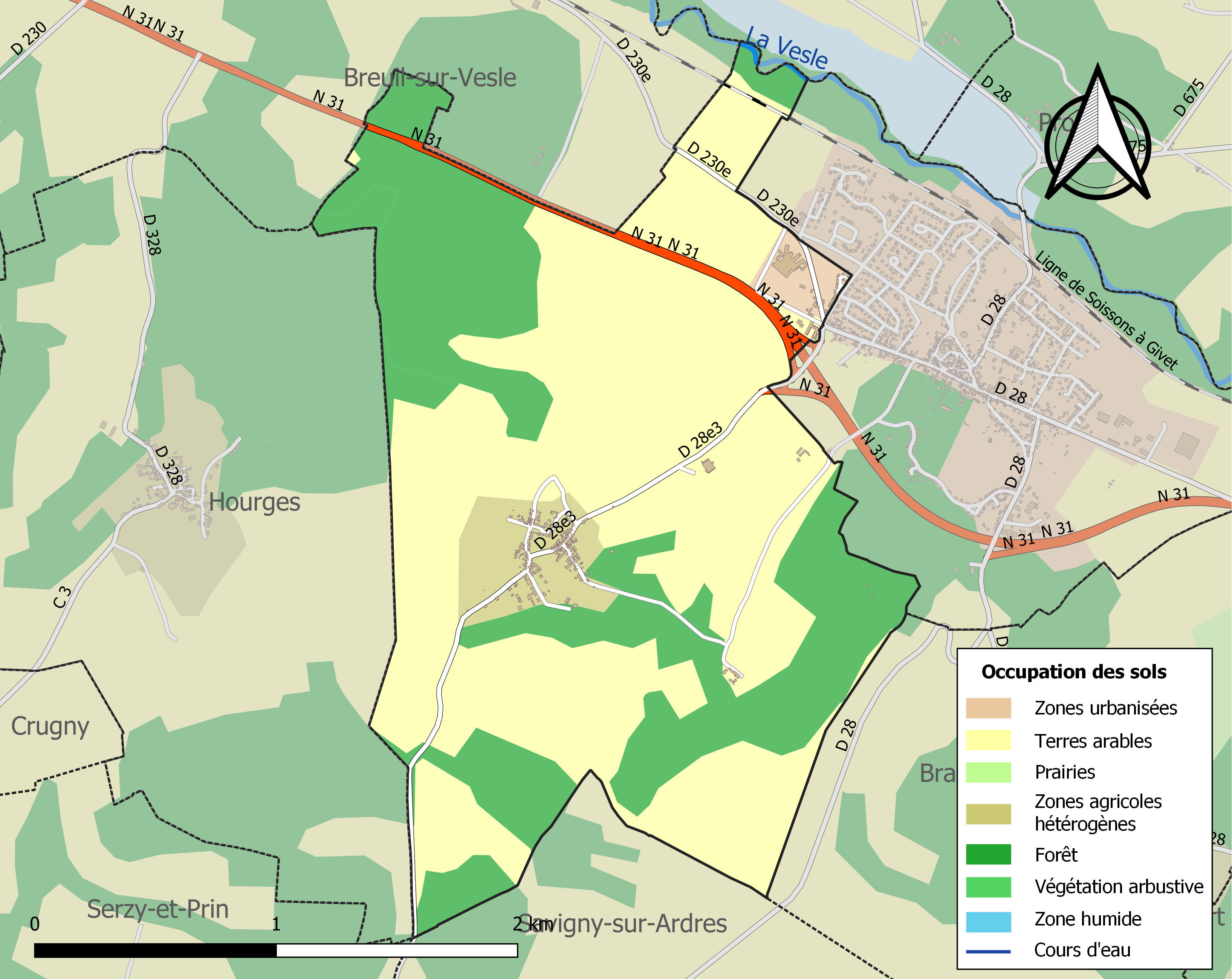
Carte des infrastructures et de l'occupation des sols de la commune en 2018 (CLC).

### Voies de communication et transports
La commune est desservie par la route nationale 31 et est traversée par la Ligne de Soissons à Givet. La station la plus proche est la gare de Jonchery-sur-Vesle, desservie par les trains du réseau TER Grand Est, qui effectuent des missions entre les gares de Fismes et de Reims.

## Toponymie
Le nom de la localité est attesté sous les formes Vendorum ? (commencement du Xe siècle) ; Vendolium (1158) ; Vendus (1164) ; Vandels (1171) ; Vendeus (1203) ; Vendous (1209) ; Vendex (1233) ; Vendueil (1259) ; Vendeux (1303-1312) ; Vendeuil (1535).

Le premier élément Vend-, des formes anciennes, représente directement l'adjectif gaulois vindo- « blanc », (« pur, sacré »).
La terminaison -euil remonte au gaulois -ialo(n) « lieu, espace découvert / défriché, essart » ; « village », latinisé en -ialum « clairière, essart »(-ó-ialo).

## Histoire
- Vandeuil au tout début du XXe siècle

"Vandeuil
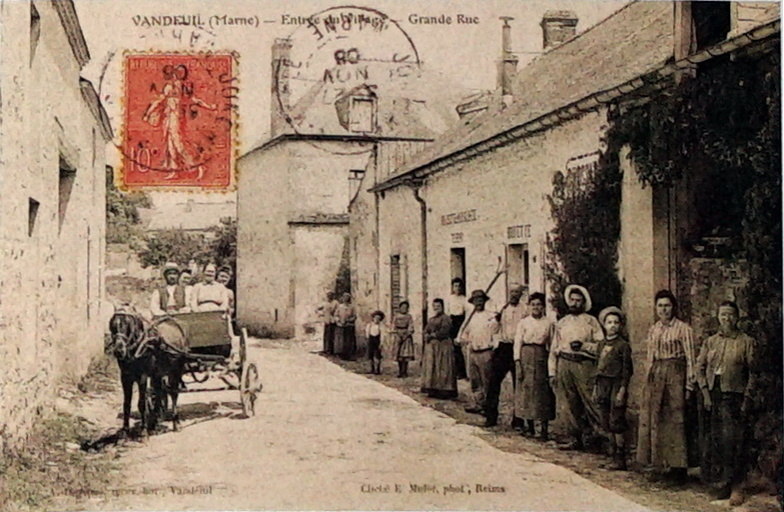
La Grande-rue
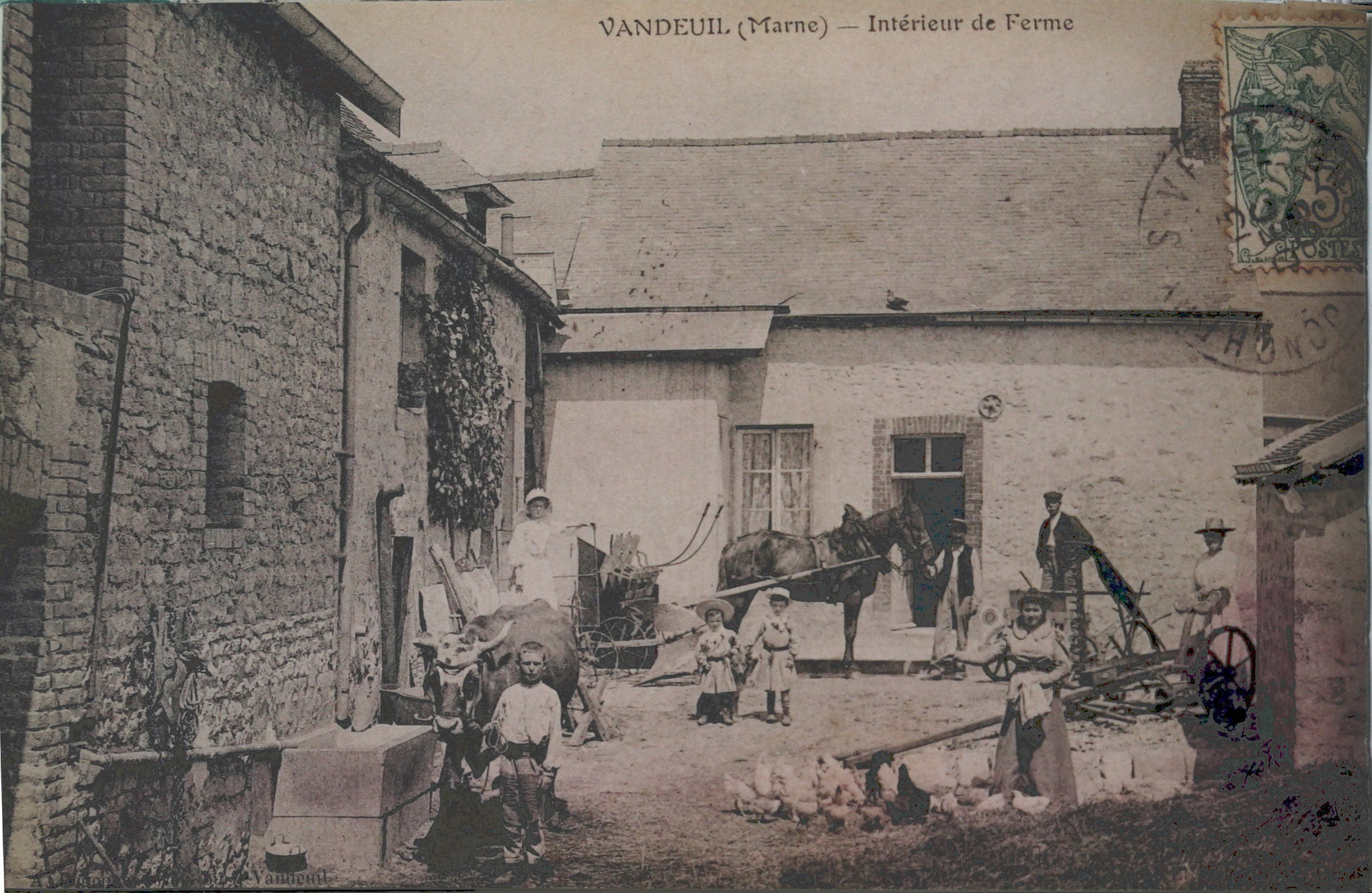
Intérieur de ferme

Première Guerre mondiale

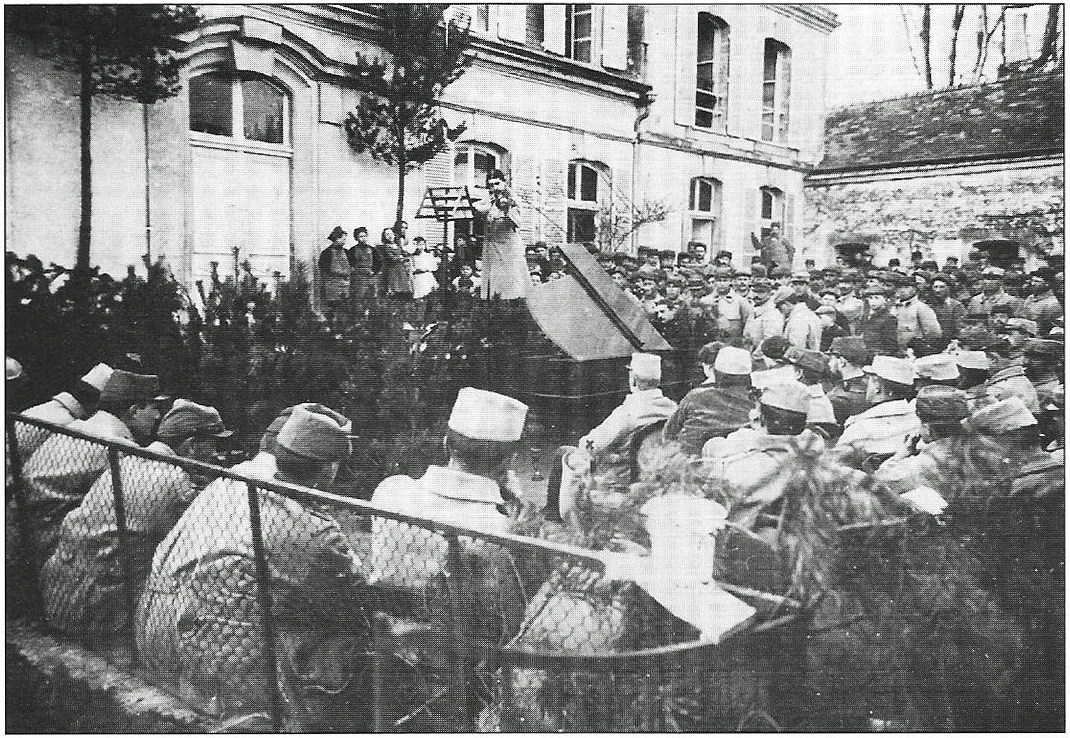
Le théâtre aux armées à Vandeuil, vers 1915.

Le village a été proche du front pendant la majorité de la Première Guerre mondiale.
Le village est considéré comme détruit à la fin de la guerre et a  été décoré de la Croix de guerre 1914-1918, le 4 juillet 1921.
Vandeuil fait partie des communes de France sans monument aux morts, une légende raconte que sainte Philomène aurait protégé les hommes partis à la guerre.

## Politique et administration

### Rattachements administratifs et électoraux
Rattachements administratifs
La commune se trouve depuis 1926 dans l'arrondissement de Reims du département de la Marne.
Elle faisait partie depuis 1793 du canton de Fismes. Dans le cadre du redécoupage cantonal de 2014 en France, cette circonscription administrative territoriale a disparu, et le canton n'est plus qu'une circonscription électorale.
Rattachements électoraux
Pour les élections départementales, la commune fait partie depuis 2014 du canton de Fismes-Montagne de Reims
Pour l'élection des députés, elle fait partie de la deuxième circonscription de la Marne.

### Intercommunalité
Vandeul était membre de la très petite  communauté de communes Ardre et Vesle, un établissement public de coopération intercommunale (EPCI) à fiscalité propre créé fin 1997 et auquel la commune avait transféré un certain nombre de ses compétences, dans les conditions déterminées par le code général des collectivités territoriales.
Conformément aux prévisions du schéma départemental de coopération intercommunale (SDCI) de la Marne du 15 décembre 2011, cette intercommunalité a fusionné avec ses voisines pour former, le 1er janvier 2014, la communauté de communes Fismes Ardre et Vesle.
Le mouvement de concentration des intercommunalités s'est poursuivi avec l'intégration de la communauté de communes Fismes Ardre et Vesle au sein de la nouvelle communauté urbaine dénommée Grand Reims le 1er janvier 2017, dont Vandeuil est désormais membre.

### Liste des maires
| Période                                  | Période                       | Identité        | Étiquette | Qualité |
| ---------------------------------------- | ----------------------------- | --------------- | --------- | --- |
| Les données manquantes sont à compléter. |                               |                 |           | |
| avant 1875                               | après 1879                    | Hatté           |           | |
| mars 2008                                | En cours (au 11 juillet 2020) | François Mourra | UDI       | Conseiller général de Fismes (2002 → 2008) Président de la CC Ardre et Vesle ( ? → 2013) Vice-président de la CU Grand Reims (2020 → ) Réélu pour le mandat 2020-2026, |

## Démographie
L'évolution du nombre d'habitants est connue à travers les recensements de la population effectués dans la commune depuis 1800. Pour les communes de moins de 10 000 habitants, une enquête de recensement portant sur toute la population est réalisée tous les cinq ans, les populations de référence des années intermédiaires étant quant à elles estimées par interpolation ou extrapolation. Pour la commune, le premier recensement exhaustif entrant dans le cadre du nouveau dispositif a été réalisé en 2008.

En 2022, la commune comptait 176 habitants, en évolution de −16,19 % par rapport à 2016 (Marne : −1,19 %, France hors Mayotte : +2,11 %).
| 1800 | 1806 | 1821 | 1831 | 1836 | 1841 | 1846 | 1851 | 1856 |
| ---- | ---- | ---- | ---- | ---- | ---- | ---- | ---- | ---- |
| 185  | 207  | 194  | 250  | 224  | 214  | 189  | 225  | 205  |

| 1861 | 1866 | 1872 | 1876 | 1881 | 1886 | 1891 | 1896 | 1901 |
| ---- | ---- | ---- | ---- | ---- | ---- | ---- | ---- | ---- |
| 202  | 181  | 171  | 201  | 156  | 162  | 185  | 174  | 178  |

| 1906 | 1911 | 1921 | 1926 | 1931 | 1936 | 1946 | 1954 | 1962 |
| ---- | ---- | ---- | ---- | ---- | ---- | ---- | ---- | ---- |
| 164  | 182  | 151  | 147  | 159  | 154  | 131  | 125  | 125  |

| 1968 | 1975 | 1982 | 1990 | 1999 | 2006 | 2008 | 2013 | 2018 |
| ---- | ---- | ---- | ---- | ---- | ---- | ---- | ---- | ---- |
| 149  | 144  | 187  | 188  | 212  | 200  | 196  | 219  | 183  |

| 2022 | - | - | - | - | - | - | - | - |
| ---- | - | - | - | - | - | - | - | - |
| 176  | - | - | - | - | - | - | - | - |

## Culture locale et patrimoine

### Lieux et monuments
- L'église Saint-Timothée-et-Saint-Apollinaire.